# Paolo Nespoli
Thiếu tá Paolo Angelo Nespoli (sinh ngày 6 tháng 4 năm 1957) là một phi hành gia người Ý và là kỹ sư của Cơ quan Vũ trụ Châu Âu (ESA). Năm 2007, ông lần đầu tiên du hành vào không gian trên tàu con thoi Discovery với tư cách là một chuyên gia của sứ mệnh STS-120. Trong tháng 12 năm 2010, ông một lần nữa đi vào không gian trên tàu Soyuz TMA-20 với tư cách là kỹ sư bay trên Expedition 26/27. Chuyến bay vũ trụ thứ ba của Nespoli là trên tàu Soyuz MS-05, được phóng vào tháng 7 năm 2017 trong nhiệm vụ Expedition 52/53. Ông cũng là phi hành gia có thời gian hoạt động lâu đời nhất Cơ quan Vũ trụ Châu Âu trước khi nghỉ hưu vào năm 2019.

## Cá nhân
Quê của Nespoli ở Verano Brianza, miền bắc nước Ý. Ông kết hôn với cô vợ người Nga Alexandra Ryabova và họ có một người con gái và một người con trai. Nespoli thích lặn biển, lái máy bay, nhiếp ảnh, thiết kế thiết bị điện tử và phần mềm máy tính. Ông hâm mộ câu lạc bộ Inter Milan của Serie A.

## Giáo dục
Ông nhận bằng cử nhân Kỹ thuật hàng không vũ trụ năm 1988 và bằng thạc sĩ năm 1989 về Hàng không và Du hành vũ trụ tại Đại học Bách khoa New York.
Ông ấy là một kỹ sư chuyên nghiệp, một phi công tư nhân, một thợ lặn có bình dưỡng khí chuyên nghiệp và cũng là một thợ lặn nitrox. Do có xuất thân trong quân ngũ, ông cũng là một bậc thầy nhảy dù, huấn luyện viên nhảy dù và quản lý Lực lượng Đặc biệt trong Trung đoàn Xung kích Nhảy dù số 9. Ông gia nhập Quân đội Ý năm 1977.

## Giải thưởng
Nespoli đã nhận được các giải thưởng sau:
- 2007 Huân chương Chuyến bay Không gian của NASA
- 2007 Chỉ huy hiệp sĩ, Huân chương Công trạng của Cộng hòa Ý
- 2009 Hiệp sĩ, Huân chương Ngôi sao Đoàn kết Ý
- 2015 Giải thưởng Châu Mỹ của Quỹ Ý-Hoa Kỳ

## Sự nghiệp phi hành gia
Vào tháng 7 năm 1998, ông được chọn làm phi hành gia cho Cơ quan Vũ trụ Ý (ASI) và vào tháng 8 năm 1998, Nespoli được Cơ quan Vũ trụ Châu Âu giao nhiệm vụ huấn luyện tại Trung tâm Không gian Johnson của NASA ở Houston, Texas.
Vào năm 2013, Nespoli đã tham gia khóa huấn luyện ESA CAVES ở Sardinia, cùng với Jeremy Hansen, Michael Barratt, Jack Fisher, Aleksei Ovchinin và Satoshi Furukawa.

### STS-120

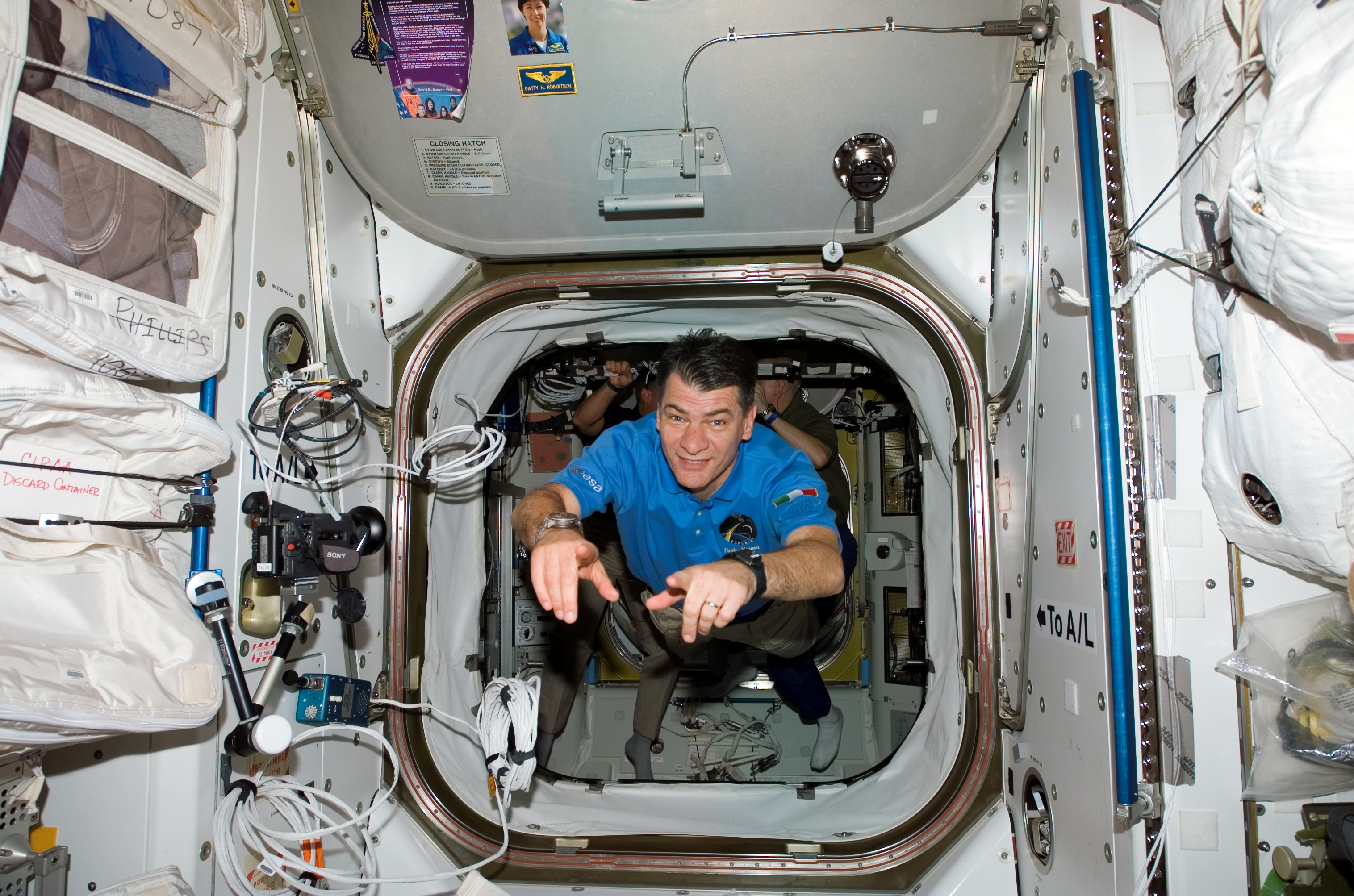
Chuyên gia sứ mệnh STS-120 Paolo Nespoli trong International Space Station.

Ngày 23 tháng 10 năm 2007, Paolo phóng lên tàu STS-120 lên Trạm Vũ trụ Quốc tế; sứ mệnh tàu con thoi đưa mô-đun Harmony (trước đây gọi là Node 2) lên Trạm vũ trụ quốc tế. Harmony được phát triển bởi Thales Alenia Space tại cơ sở Turin, Ý. Ông tham gia với tư cách là một chuyên gia sứ mệnh và ở ngoài không gian trong 15 ngày, 2 giờ và 23 phút. Trong STS-120, ông tham gia sứ mệnh Esperia của Cơ quan Vũ trụ Châu Âu.

### Cuộc thám hiểm 26/27 'MagISStra'

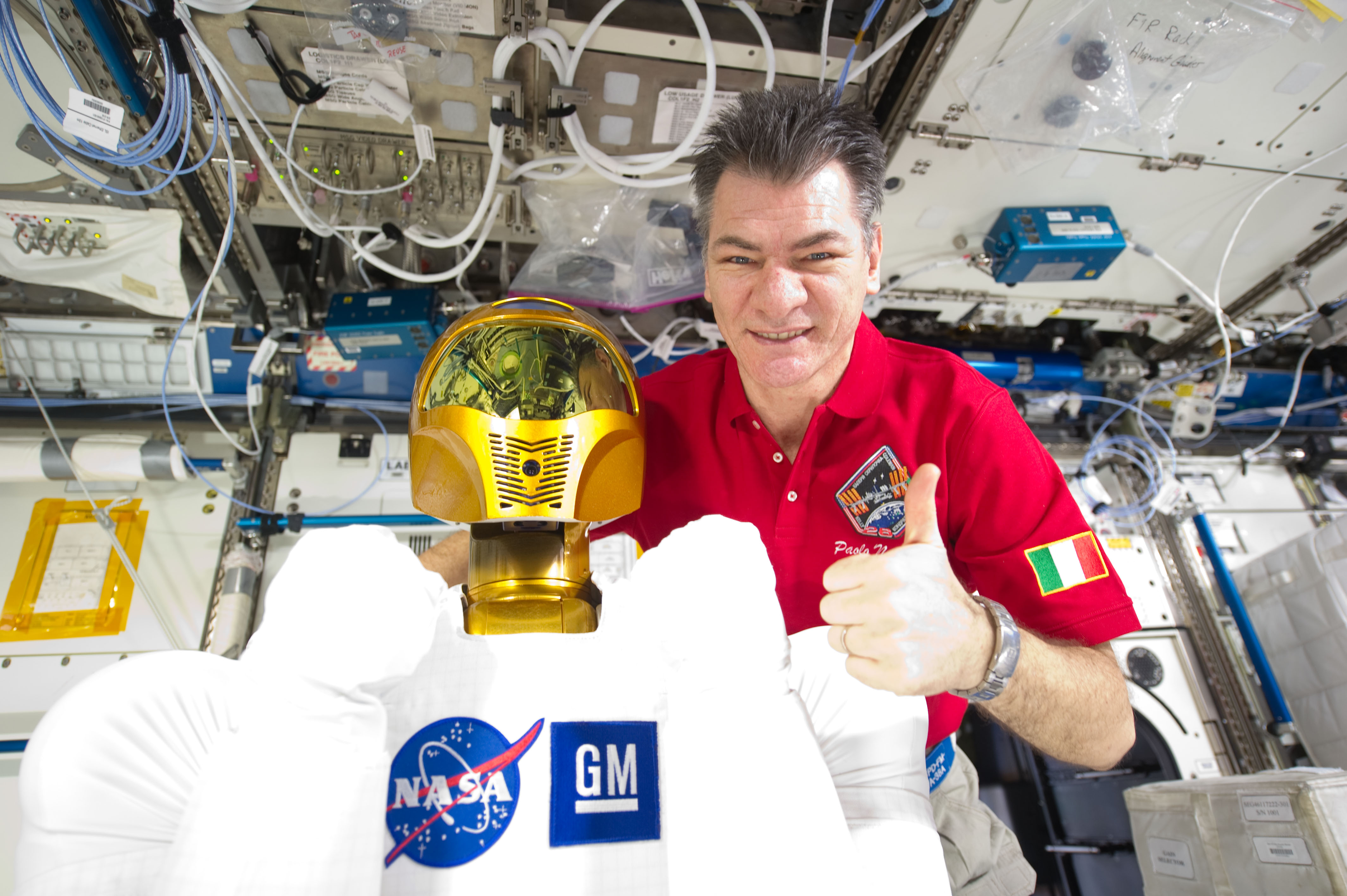
Kỹ sư bay của Expedition 26/27, Paolo Nespoli tạo dáng với Robonaut 2.

Paolo Nespoli từng là kỹ sư chuyến bay đầu tiên cho Expedition 26/27, sứ mệnh thứ ba kéo dài sáu tháng châu Âu ở Trạm vũ trụ quốc tế (ISS).
Vào ngày 15 tháng 12 năm 2010 Nespoli đã bay trên tàu vũ trụ Soyuz TMA-20 từ Sân bay vũ trụ Baikonur ở Kazakhstan lên Trạm Vũ trụ Quốc tế cùng với nhà du hành vũ trụ người Nga Dmitri Kondratyev và phi hành gia Catherine Coleman của NASA. Ba thành viên của phi hành đoàn trở về Trái đất vào ngày 24 tháng 5 năm 2011. Nhiệm vụ này, được gọi là 'MagISStra', là chuyến bay thứ hai của Paolo Nespoli trong không gian.
Từ ngày 15 tháng 12 năm 2010 đến ngày 24 tháng 5 năm 2011, nhiệm vụ của Paolo Nespoli  trên ISS là tham gia vào các hoạt động cập cảng để nhận Phương tiện vận chuyển tự động thứ hai của Châu Âu (ATV-2) Johannes Kepler, một tàu vũ trụ thăm quan sẽ vận chuyển hàng hóa thiết yếu đến Trạm .
Vào đầu tháng 1, Nespoli đã quay phần lớn các cảnh quay cho bộ phim tài liệu First Orbit năm 2011 và anh cũng được ghi nhận là đạo diễn hình ảnh của bộ phim.
Nespoli đã tham gia đợt xuất hiện của Phương tiện trung chuyển HII thứ hai của Nhật Bản (HTV-2), một tàu vũ trụ không người lái được sử dụng để tiếp tế cho ISS. Ông là người điều hành chính trong việc đưa HTV-2 lên ISS sau khi phương tiện bay tự do bị phi hành gia Catherine Coleman của NASA giữ lại. Vào tháng 5 năm 2011, Tàu con thoi Endeavour đã chuyển giao Alpha Magnetic Spectrometer (AMS-02) cho ISS.
Trong thời gian Nespoli thực hiện sứ mệnh Expedition 27, mẹ của anh là bà Maria đã qua đời vào ngày 4 tháng 5 năm 2011. Phi hành đoàn đã dành 1 phút im lặng vào ngày hôm sau xung quanh tang lễ của bà.
Paolo Nespoli đã thực hiện một chương trình thí nghiệm chuyên sâu trong Trạm, từ giám sát bức xạ đến các phép đo có thể cải thiện việc thu dầu trong các hồ chứa dầu mỏ. Chương trình khoa học nhiệm vụ bao gồm các lĩnh vực khác nhau về nghiên cứu con người, vật lý chất lỏng, bức xạ, sinh học và trình diễn công nghệ.
Nespoli đã đóng góp vào việc khai thác khoa học của phòng thí nghiệm Columbus của Châu Âu. Là một phi hành gia, ông đã thực hiện một số thí nghiệm cho ESA, NASA và cả các cơ quan không gian của Nhật Bản và Canada. Trong thời gian thực hiện sứ mệnh, Paolo đã tham gia một số hoạt động giáo dục: chương trình giáo dục "Mission X: Train Like an Astronaut" mang đến cho trẻ em cơ hội thực hiện theo một sáng kiến quốc tế được xây dựng về sức khỏe, hạnh phúc và dinh dưỡng. Ông cũng tham gia vào một hoạt động nhà kính trong không gian. Nespoli đã sử dụng máy ảnh 3D mới lạ của ESA để hiển thị hình ảnh của ISS.
Khi Paolo rời ISS vào ngày 23 tháng 5 năm 2011 trên chiếc Soyuz TMA-20, ông đã có thể chụp những bức ảnh đầu tiên về một Tàu con thoi cập bến ISS từ góc nhìn của một tàu vũ trụ Soyuz của Nga.

### Expedition 52/53 và sứ mệnh VITA
Nespoli là một phần của Expedition 52/53, bắt đầu vào năm 2017. Ông cùng tàu Soyuz MS-05 được phóng lên vũ trụ vào ngày 28 tháng 7 năm 2017 15:41 UTC. Nhiệm vụ của Nespoli với ISS được gọi là VITA. Vita là từ viết tắt của Vitality, Innovation, Technology and Ability. Ngoài ra, trong tiếng Ý nó có nghĩa là cuộc sống, phản ánh những thí nghiệm khoa học và những công nghệ cần thiết cho cuộc sống trong không gian. Các hoạt động thêm khác bao gồm các hoạt động tiếp cận cộng đồng như Mission-X: Train Like an Astronaut, European Astro Pi Challenge (nơi mà sinh viên châu Âu được chạy mã của họ bằng máy tính mini Raspberry Pi được cài đặt trên ISS).

#### Biểu trưng sứ mệnh của VITA
Logo của sứ mệnh được phát triển và tạo ra bởi ESA, Cơ quan Vũ trụ Ý và Nespoli. Hình tròn tổng thể đại diện cho hành tinh Trái đất, với các mục tiêu chính được liên kết bằng một biểu tượng là sự tái tạo của biểu tượng vô cực, được gọi là "Thiên đường thứ ba" và được thiết kế bởi Michelangelo Pistoletto. Kết nối bên trong là một sợi DNA cho các thí nghiệm khoa học, một cuốn sách về giáo dục, tiếp cận và văn hóa, và Trái đất như một biểu tượng của nhân loại. Màu sắc đại diện cho quốc kỳ Ý.

#### Nhiệm vụ nổi bật
Trong Sứ mệnh VITA, Nespoli đã hoàn thành hơn 60 thí nghiệm. Ông cũng ghi lại nội dung đầu tiên được tạo ra trong không gian đặc biệt để sử dụng trên Wikipedia. Trong tháng đầu tiên trên quỹ đạo, Nespoli đóng vai trò là nhà quay phim cho One Strange Rock của National Geographic Channel , quay các cảnh với phi hành gia Peggy Whitson xuất hiện trong tập 10 của bộ phim.
Nespoli quay trở lại Trái đất vào ngày 14 tháng 12 năm 2017. Soyuz MS-05 hạ cánh lúc 8:38 UTC, có thời gian thực hiện sứ mệnh là 138 ngày, 16 giờ, 56 phút và 37 giây.